# Marianne Herzog
Marianne Herzog   (Breslau, 10 d'octubre de 1939) és una escriptora i activista política alemanya, exmilitant de la Fracció de l'Exèrcit Roig (RAF).
El gener de 1968, juntament amb l'estudiant de cinema Helke Sander, va iniciar una assemblea feminista a Berlín Occidental, que es pot considerar com la primera reunió del Consell d'Acció per a l'Alliberament de la Dona, vinculat al col·lectiu estudiantil Federació Socialista Alemanya d'Estudiants (SDS). A principis de la dècada de 1970, juntament amb el seu amic Jan-Carl Raspe, es va convertir en membre de la Fracció de l'Exèrcit Roig. En diverses ocasions, el seu apartament va ser punt de trobada dels militants de l'organització armada. A la primavera de 1971 va deixar la RAF i el 3 de desembre de 1971 va ser arrestada durant una investigació i, posteriorment, alliberada de forma ràpida per motius de salut.

## Obres
- Von der Hand in den Mund. Frauen im Akkord, Rotbuch Verlag, Berlín, 1976, ISBN 3-88022-155-3.[5]
- Nicht den Hunger verlieren, Rotbuch Verlag, Berlín, 1980, ISBN 3-88033-232-0.[6]
- Suche, Luchterhand-Literaturverlag, Darmstadt, 1988, ISBN 3-630-86675-1.[7]